# Doña Macabra
Doña Macabra es una película de comedia de terror mexicana de 1972, dirigida por Roberto Gavaldón. Está protagonizada por Marga López, Héctor Suárez, Carmen Montejo y Carmen Salinas.

## Argumento
Una pareja de recién casados, Otón Quiñónez y Lucila, convencen con mentiras a doña Macabra, tía de Lucila, de irse a vivir con ella. Las intenciones reales de Otón son codiciosas y envidiosas ya que él solamente quiere buscar un tesoro y dinero enterrado en la casa de doña Macabra, pero la noche que llegan la vieja amiga y compañera de doña Macabra, Demetria, encuentra en las maletas de Otón una herramienta para buscar tesoros. Inmediatamente le avisa a doña Macabra, y esto causa que la historia dé un giro de 180 grados.
Durante todo el relato Otón busca el tesoro, siendo atacado por perros, panteras y viviendo sustos. Finalmente Otón encuentra el tesoro escondido utilizando dinamita que Lucila le había comprado, matándose al instante. Al final Lucila se queda a vivir con su tía doña Macabra y entre todos los demás se reparten la fortuna equitativamente.

## Reparto
- Marga López como Armida «doña Macabra»
- Héctor Suárez como Otón Quiñónez
- Carmen Montejo como Demetria
- Carmen Salinas como Lucila
- Francisco Córdoba como Octavio
- Roberta Gavaldón como Leonor
- Ricardo Cortés como Agente de policía
- Luis Alarcón como Antonio Plaza
- Reyes Bravo
- Alicia Reyna
- Ernesto Juárez como Vecino
- Chicota
- Diana Ochoa como Vecina chismosa
- Clara Asollo
- José Luis Avendaño como Vecino chismoso